# Banyuatis
Banyuatis is een bestuurslaag in het regentschap Buleleng van de provincie Bali, Indonesië. Banyuatis telt 2577 inwoners (volkstelling 2010).